# 红壳雷竹
红壳雷竹（学名：Phyllostachys incarnata）为禾本科刚竹属下的一个种。

## 扩展阅读
- 維基物種上的相關：红壳雷竹